# Volkssolidarität

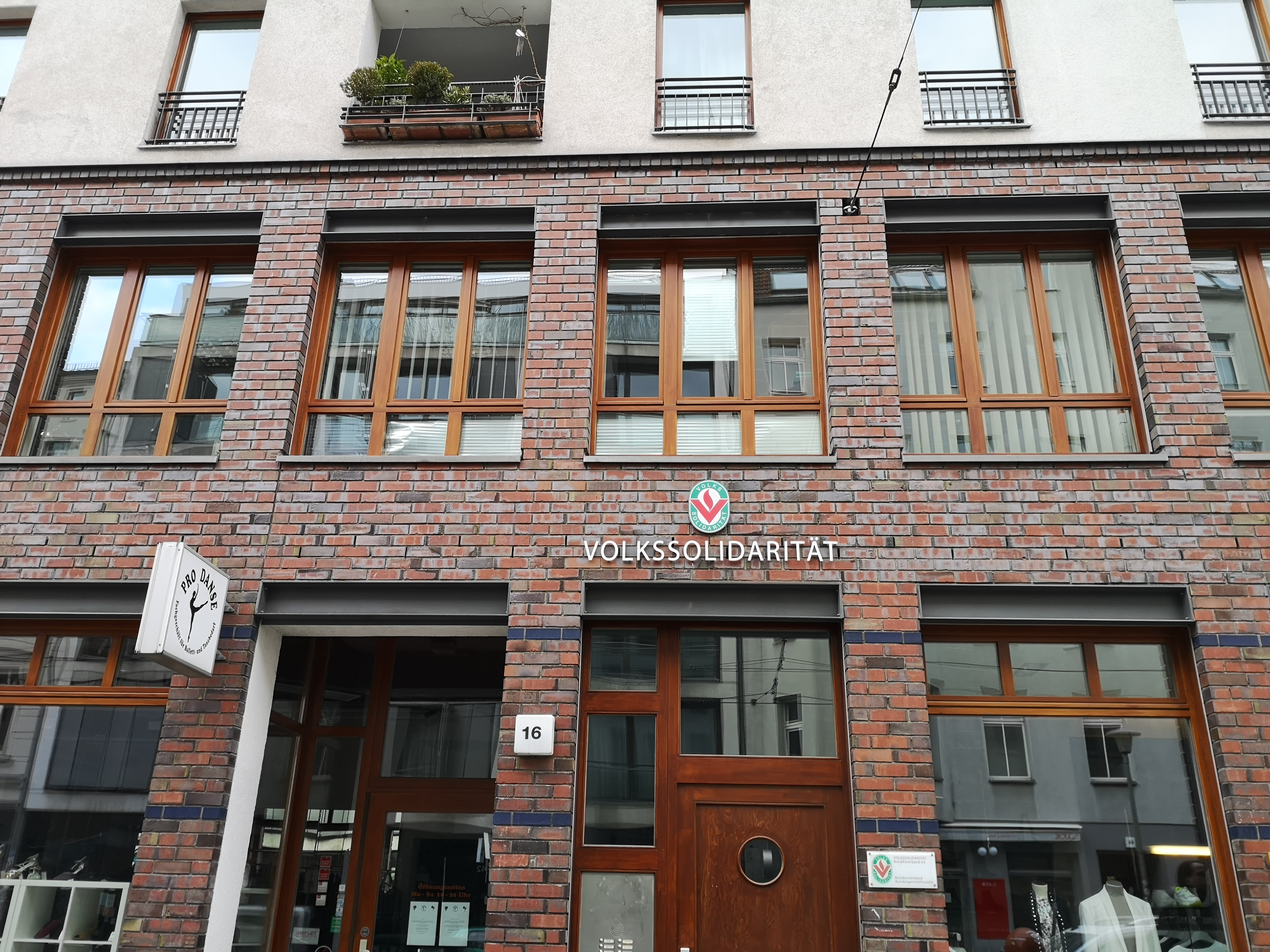
Hauptsitz der Volkssolidarität in Berlin-Mitte

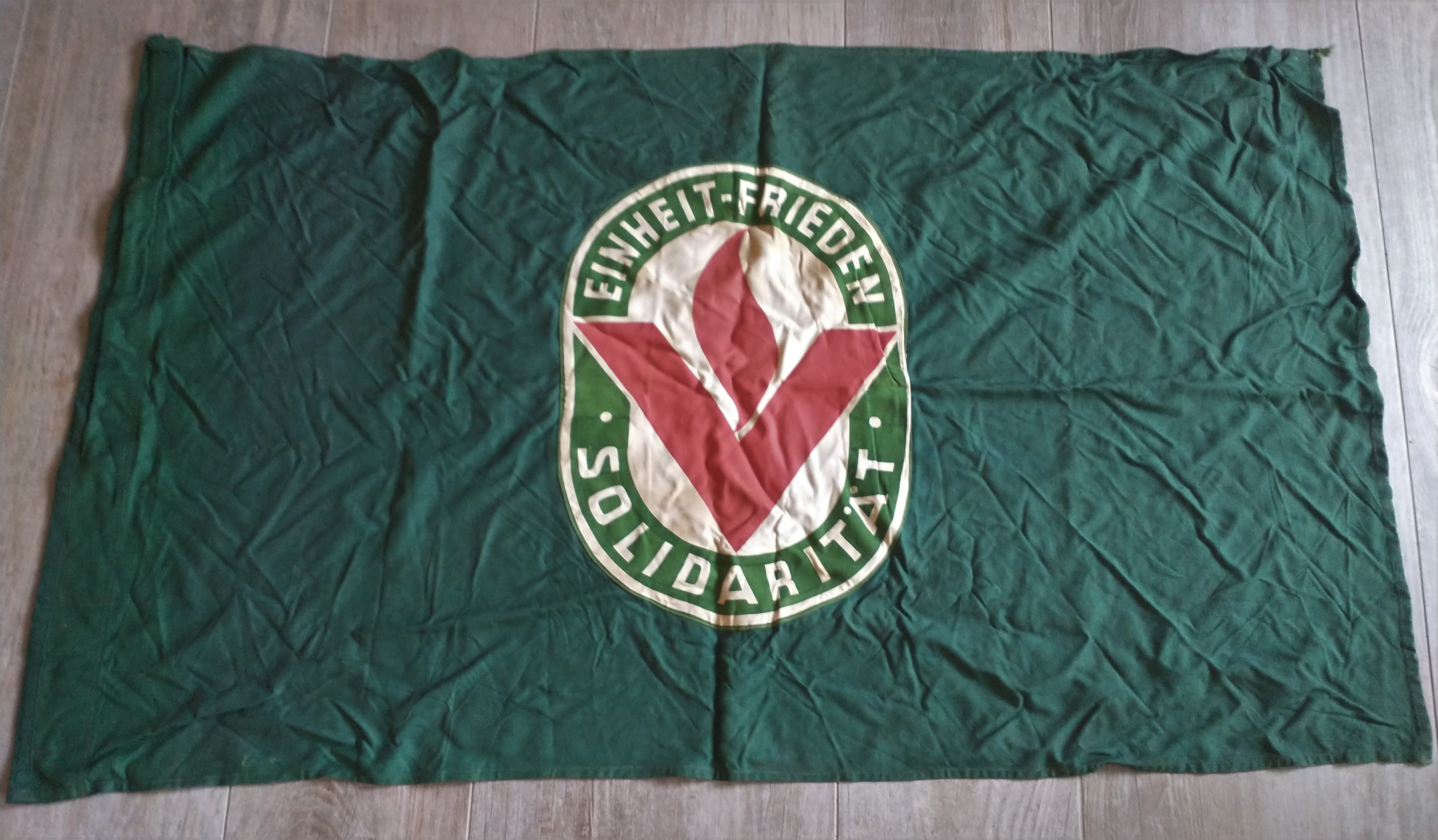
Erste Version der Flagge der Volkssolidarität

Die Volkssolidarität (VS) ist ein vorwiegend in Ostdeutschland tätiger Sozial- und Wohlfahrtsverband. Die Hilfsorganisation wurde im Oktober 1945 in Dresden gegründet und breitete sich in den darauffolgenden Monaten in der Sowjetischen Besatzungszone Deutschlands aus. Sie war eine Massenorganisation in der DDR und hatte eine wichtige Bedeutung bei der Betreuung älterer Menschen, auf die sie sich in den letzten Jahrzehnten der DDR beschränken musste. Seit der deutschen Wiedervereinigung umfasst der Arbeitsbereich auch die Betreuung chronisch Kranker, Pflegebedürftiger, sozial Benachteiligter sowie von Kindern und Jugendlichen.
Die Gesamtorganisation der Volkssolidarität besteht aus einem Bundesverband, sechs Landesverbänden (in den Neuen Ländern und Berlin), 87 Kreis-, Stadt- und Regionalverbänden sowie rund 3000 Ortsgruppen. Im Jahr 2006 lag der Gesamtumsatz etwa bei 500 Millionen Euro.
Die Volkssolidarität ist Mitglied im Deutschen Paritätischen Wohlfahrtsverband, in dessen Vorstand sie durch die Präsidentin vertreten wird.

## Geschichte
Als Gründungstag der Volkssolidarität gilt der 17. Oktober 1945, an dem der Aufruf „Volkssolidarität gegen Wintersnot!“, gemeinsam verfasst von der SPD, KPD, CDU, LDPD sowie der evangelischen und der katholischen Kirche und des Landesausschusses des Freien Deutschen Gewerkschaftsbundes in Dresden – zunächst für Sachsen – unterzeichnet wurde, dessen Veröffentlichung in der Sächsischen Volkszeitung am 19. Oktober und in der Volksstimme am 20. Oktober 1945 erfolgte.
Am 20. Mai 1946 wurde der Zentralausschuss der Volkssolidarität für die sowjetische Besatzungszone gegründet, bestehend aus Vertretern der Parteien, verschiedener sozialer Ausschüsse, der Kirchen und staatlicher Stellen. Die Volkssolidarität konzentrierte sich in dieser Zeit auf jene, die am schwersten unter den Folgen des Krieges zu leiden hatten. Das waren Kinder, Alte und Kranke, Vertriebene und heimkehrende Kriegsgefangene.
Nach Gründung der DDR 1949 wurde ein offener Wettbewerb für den Entwurf eines eigenen Abzeichens oder Signets ausgeschrieben. Sieger dieses Wettbewerbes wurde der Gardelegener Maler und Grafiker Willy Blume (1902–1991). In den 1960er Jahren wurde die obere Umschrift Einheit • Frieden durch das Wort Volks ersetzt, zugleich verschwanden auch die beiden Punkte links und rechts, die das Wort Solidarität einrahmten. Dieses Signet ist das noch heute gültige Vereinsemblem.
In den 1950er Jahren wandelte sich der Charakter der Volkssolidarität, sie beschloss schließlich ein eigenes Statut. Ihre vorrangige, später ausschließliche Aufgabe wurde die Betreuung älterer Menschen. Ab 1956 begann die Einrichtung mit der Schaffung von Veteranenklubs zur sozial-kulturellen Betreuung Älterer. Ernst-Günter Lattka schreibt: „… erst ab Mitte der 1950er Jahre wandelte sich die ‚Gemeinschaft Volkssolidarität‘ zu einer Massen- und Mitgliedsorganisation.“
Ab den frühen 1970er Jahren arbeitete die Volkssolidarität unter dem Motto Tätigsein – Geselligkeit – Fürsorge. Zu ihren Aufgaben gehörte das Organisieren von gesellschaftlich nützlichen Tätigkeiten wie beispielsweise Wohnungsinstandhaltung, Nachbarschaftshilfe oder Kinderbetreuung in Rentnerbrigaden. In Veteranenklubs förderte die Volkssolidarität das geistig-kulturelle Leben der Senioren. Diese Arbeit hatte jedoch auch „politisch-propagandistische Implikationen“: Die Freundschaft zur Sowjetunion und die Abneigung gegen den Imperialismus sollten gefördert werden. Im Fürsorgebereich war vor allem die ambulante Pflege hilfebedürftiger älterer Personen und deren Versorgung mit Mahlzeiten wichtig.
Der Verband übernahm Aufgaben im Bereich der Wohlfahrtsarbeit, vergleichbar mit der freien Wohlfahrtspflege. Nach 1990 wandelten sich zahlreiche Verbandsgliederungen in eingetragene Vereine um.

## Organisation und Gliederung
In regelmäßigen Abständen finden Mitgliederversammlungen statt, die von einem Vorstand geleitet werden. Der Vorstand arbeitet ehrenamtlich unter der Führung eines Vorstandsvorsitzenden. Die Mitglieder sind in Ortsgruppen organisiert, im Jahr 2021 gab es 2729 solcher Ortsgruppen. Die Ortsgruppen werden in Regional-, Stadt und Kreisverbänden zusammengefasst. Diese unterstehen schließlich den Landesverbänden. In allen ostdeutschen Bundesländern besteht ein eigener Landesverband (Berlin, Brandenburg, Mecklenburg-Vorpommern, Sachsen, Sachsen-Anhalt und Thüringen). Die Landesverbände und ein Großteil der Kreis-, Stadt- und Regionalverbände sind eingetragene Vereine und damit rechtlich eigenständig.
Im Jahr 2021 wurde der bisherige Vorstand in einen hauptamtlichen Verbandsrat umgewandelt. Dieser achtet auch darauf, dass die VS weiterhin ihren sozial-politischen Leitsätzen treu bleibt, er beruft den Landesverband und seine/seinen Vorsitzende(n). Dem Verbandsrat steht ein Beirat zu Seite.
Dem Bundesvorstand des Bundesverbandes der Volkssolidarität sitzen die Präsidentin sowie zwei Vizepräsidenten vor.
Der von 2002 bis 2014 amtierende Präsident Gunnar Winkler war anschließend bis zu seinem Tod im Jahr 2019 Ehrenpräsident. Seit Oktober 2020 ist der ehemalige Präsident Wolfram Friedersdorff (Die Linke) Ehrenpräsident der Volkssolidarität. Der Berliner VS-Verband hat im Frühjahr 2021 die ehemalige Vorstandsvorsitzende Heidi Knake-Werner (Die Linke) zum Ehrenmitglied berufen.
Die VS zog mit fünf ihrer Projekte (Integrationslotsen, Migrationssozialdienst, Rechtsberatung für Geflüchtete, Beratung für Männer – gegen Gewalt und AMALI, das Wuhletal-Psychoziale Zentrum gGmbH) am 13. Februar 2025 in das sanierte und barrierefrei erweiterte Haus der Befreiung im Bezirk Marzahn-Hellersdorf. Die VS ist damit der Hauptmieter des Hauses, das sich im Eigentum der Stadt Berlin befindet.

## Tätigkeitsfeld
Die Volkssolidarität (VS) ist vorrangig in Ostdeutschland tätig. Der Verband bezeichnet sich in der Satzung als „einheitlicher, demokratisch organisierter, gemeinnützig wirkender, parteipolitisch und konfessionell unabhängiger, selbstständiger Verein“. Die Volkssolidarität setzt sich für mehr soziale Gerechtigkeit und die Stärkung des Sozialstaates ein.
Die Volkssolidarität versteht sich als Sozial- und Wohlfahrtsverband mit drei Säulen:
- Mitgliederverband (z. B. Vereinsleben in den Orts-, Interessen- und Selbsthilfegruppen und Begegnungsstätten mit sozial-kulturellen Angeboten)
- sozialer Dienstleister (Essen auf Rädern, Bildungs-, Betreuungs-, Beratungs- und Freizeitangebote)
- sozialpolitische Interessenvertretung.[16]

Die Volkssolidarität hatte 2021 rund 109.000 Mitglieder (2020: 124.000, 2018: 145.000, 2017: 151.000, 2016: 165.000, 2014: 200.000; 2011 noch 244.000) über 19.700 hauptamtliche und rund 13.000 ehrenamtliche Mitarbeiter. Die Mitglieder sind vorrangig im Rentenalter (Durchschnittsalter 77 Jahre, Stand 2015), die Mitgliederzahl lag im Jahr 2000 noch bei etwa 450.000. In den 460 Freizeit- und Begegnungsstätten sowie Begegnungszentren des Verbandes wurden laut Bundesverband der Volkssolidarität Veranstaltungen mit rund 2,9 Millionen Besuchern durchgeführt.
In Interessengruppen sind Mitglieder in Chören, Sport- und Wandergruppen sowie künstlerisch-kreativen Zirkeln tätig.
Ehrenamtlich Aktive organisieren die Aktivitäten des Mitgliederverbandes, informieren die Mitglieder über Verbandsangebote und Veranstaltungen, gratulieren zu Jubiläen, werben um Spenden und kassieren Beiträge. Sie veranlassen Hilfe in Notsituationen, organisieren Selbsthilfegruppen, unterstützen sozialpflegerischen Einrichtungen und Dienste oder leisten Nachbarschaftshilfe. Um Älteren die Nutzung der stetig steigenden Internetangebote zu ermöglichen oder zu erleichtern, werden zudem Computerkurse, Smartphonekurse oder Hilfen beim Umgang mit dem E-Rezept angeboten.
Es gibt sowohl Ortsgruppen (ähnlich einem Verein; selbstständige Vereine waren in der DDR bis 1990 nicht zulässig) als auch Interessengruppen. Interessengruppen sind an der gemeinschaftlichen Interessengestaltung orientiert. Sie können auch Teil einer Ortsgruppe sein und treffen sich oft in Begegnungsstätten der Volkssolidarität. Unter Selbsthilfegruppen, einer dritten Form, sind Betroffene zu verstehen, die als Mitglieder der Volkssolidarität oder auch als eigenständige Gruppen unter dem Dach der Volkssolidarität arbeiten.
Die Volkssolidarität ist seit den 1990er Jahren auch aktiv im Bereich der Kinder- und Jugendhilfe tätig. Der Verband ist Träger von rund 400 Kindertagesstätten, in denen derzeit rund 42.000 Kinder betreut werden. Knapp ein Drittel aller hauptamtlich Beschäftigten der Volkssolidarität ist in Kindertageseinrichtungen tätig. Hinzu kommen weitere zahlreiche Angebote der Kinder-, Jugend- und Familienhilfe, wie ihre mehr als 250 ambulanten und (teil)stationären Hilfen zur Erziehung sowie die Sozialpädagogischen Familienhilfe. Die Volkssolidarität betreibt 19 Einrichtungen der Offenen Kinder- und Jugendarbeit und bietet zahlreiche Angebote der Jugend-, Kita- und Schulsozialarbeit, Schulbegleitung, Jugendweiheorganisation und Ferienerholung, besonders für sozial benachteiligte Kinder, Jugendliche und ihre Familien. 2008 wurde zudem das Freie Gymnasium Borsdorf in Trägerschaft des Kreisverbands Volkssolidarität Leipziger Land/Muldental e. V. gegründet.
Im Pflegebereich kann der Verband auf 151 ambulante Pflegedienste, 3050 (teil)stationäre Pflegeeinrichtungen (Pflegeheime, Kurzzeitpflege, Tagespflege) verweisen.
In einzelnen Landesverbänden, beispielsweise Berlin, wurde 2021 ein VS-eigener Krankentransportdienst gegründet durch Übernahme und Erweiterung des bereits vorher selbstständigen Fahrdienstes Sankra Transport GmbH. Damit steigt der Berliner Verband erstmals in klassische Blaulicht-Organisationen ein.
Zudem betreibt der Bundesverband der Volkssolidarität 200 seniorengerechte Wohnanlagen mit 6.888 Wohnungen, 151 Sozialstationen, Unterkünfte für geflüchtete Menschen und Einrichtungen der Armen- und Obdachlosenhilfe. Sie macht Angebote der Hauswirtschaftshilfe, des mobilen sozialen Hilfsdienstes und verschiedene Angebote der Eingliederungshilfe, bietet einen Hausnotruf als 24-Stunden-Notrufsystem sowie Mahlzeitendienste und Sozialberatung für über 600 Einrichtungen.
Im sozialpolitischen Bereich arbeitet die Volkssolidarität mit anderen Verbänden wie dem Sozialverband Deutschland (SoVD), dem Sozialverband VdK Deutschland sowie mit Gewerkschaften zusammen. So wurde unter anderem 2008 gemeinsam mit dem SoVD die Aktion Sozialabbau stoppen. Sozialstaat stärken gestartet und dabei u. a. rund 220.000 Unterschriften gesammelt. Mit mehreren Verbänden gemeinsam wurden „Sozialgipfel“ in Mecklenburg-Vorpommern, Thüringen und Berlin organisiert. Der Verband ist im Bereich der sozialpolitischen Interessenvertretung aktiv und wird unter anderem auch vom Deutschen Bundestag zu Anhörungen eingeladen, wenn Gesetze vorbereitet und beraten werden. Seit Dezember 2020 ist die Volkssolidarität Mitglied im Corona-Kita-Rat der Bundesfamilienministerin. Das Sozialwissenschaftliche Forschungszentrum Berlin-Brandenburg e. V. veröffentlichte 2006, 2008, 2010 und 2012 im Auftrag des Bundesverbandes der Volkssolidarität den Sozialreport – Daten und Fakten zur sozialen Lage in den neuen Bundesländern. Seit Januar 2018 ist sie Mitglied im „Bündnis Kindergrundsicherung“ und seit Anfang 2020 auch im „Ratschlag Kinderarmut“ der „Nationalen Armutskonferenz“. Seit 2019 setzt sie sich zusammen mit dem Kinderhilfswerk und dem „Aktionsbündnis Kinderrechte“ für die Verankerung der Kinderrechte im Grundgesetz ein. Sie ist Mitglied in verschiedenen Arbeitskreisen des Paritätischen Gesamtverbandes.
Der Landesverband Berlin bietet eine Beratung für Männer gegen häusliche Gewalt an.
In Berlin unterhielt die VS zum Ende des Jahres 2024 folgende Hilfseinrichtungen (Auswahl):
- Fahrbarer Mittagstisch
- Beratungs- und Kontaktstellen in fast allen Bezirken
- 8 Seniorenheime sowie weitere Unterbringungsmöglichkeiten für Senioren und Hilfsbedürftige wie psychisch Kranke, Behinderte, Opfer von häuslicher Gewalt
- 9 Kitas
- ein Hausnotrufsystem
- Ambulante Pflegedienste
- Tagespflegeeinrichtungen
- die Krankenhauskirche im Wuhlgarten

## Auszeichnungen
- 1985 Stern der Völkerfreundschaft[4]
- 2009 Berliner Präventionspreis für das Projekt Beratung für Männer – gegen Gewalt[30]
- 2013 nominiert für den European Crime Prevention Award von der Bundesregierung für Beratung für Männer – gegen Gewalt[31]